# Дез-Рив'єр (Йонна)
Дез-Рив'єр (фр. Deux Rivières) — муніципалітет у Франції, у регіоні Бургундія-Франш-Конте, департамент Йонна. Дез-Рив'єр утворено 1 січня 2017 року шляхом злиття муніципалітетів Акколе i Краван. Адміністративним центром муніципалітету є Краван. Населення — 1266 осіб (01.01.2021).